# Pseudocentrum minus
Pseudocentrum minus är en orkidéart som beskrevs av George Bentham. Pseudocentrum minus ingår i släktet Pseudocentrum och familjen orkidéer. Inga underarter finns listade i Catalogue of Life.